# Abreißanzünder

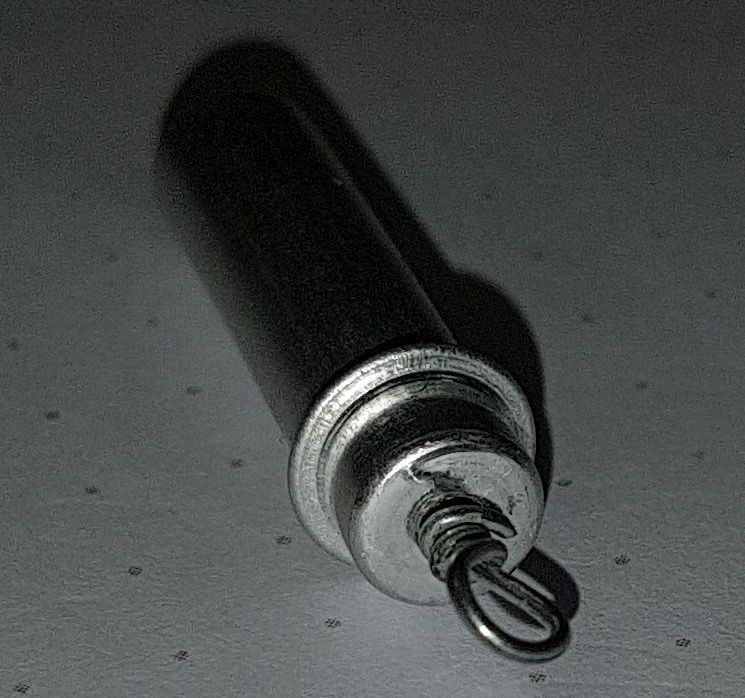
Abreißanzünder

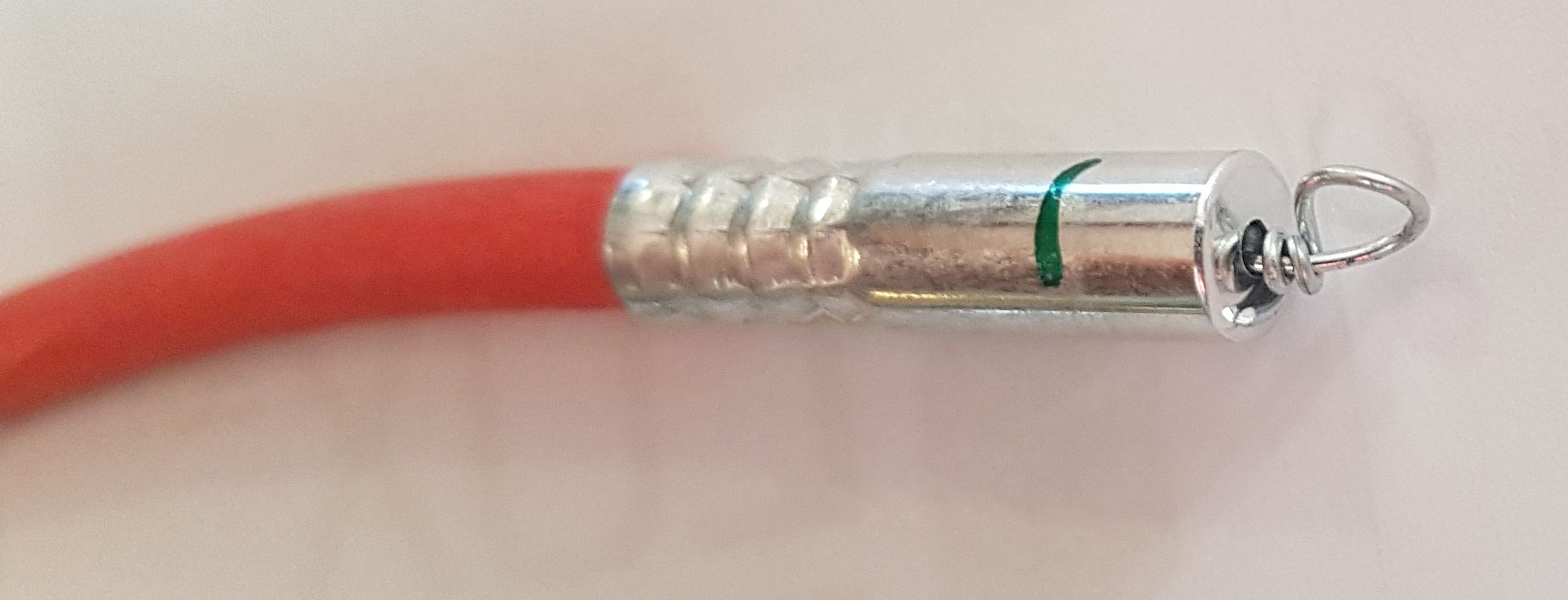
Abreißanzünder mit angewürgter Sicherheitszündschnur

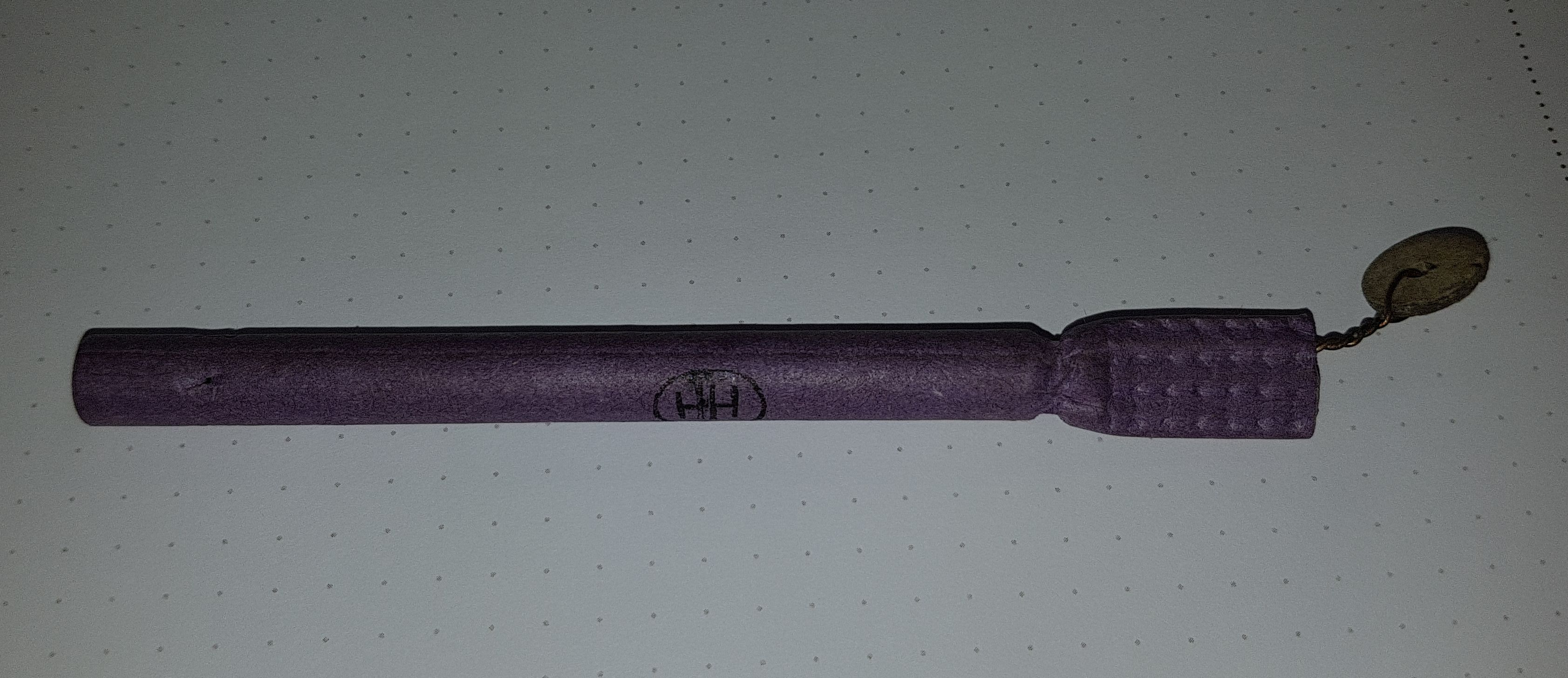
Papier-Abreißanzünder

Ein Abreißanzünder ist ein mechanisch auszulösendes Anzündmittel für pyrotechnische Stoffe. Der Abreißanzünder unterscheidet sich vom Abreißzünder dadurch, dass er nicht sprengkräftig ist.

## Aufbau und Verwendung
Bei einem Abreißanzünder wird durch mechanisches Ziehen an einem spiralförmig aufgewickelten Draht, der durch ein mit einem hitzeempfindlichen Material beschichteten Metallplättchen gezogen wird, durch die Reibungshitze ein Funke erzeugt, der eine pyrotechnische Masse entzündet und eine Flamme verursacht.
Durch diese Flamme wird z. B. die im Anwürgbereich befindliche Zündschnur mit der Schwarzpulverseele entzündet.
Abreißanzünder werden für pyrotechnische Sätze (z. B. Feuerwerk oder Seenotsignale) verwendet. In Österreich sind Abreißanzünder beim Lawinensprengen nur noch zulässig, wenn diese vor dem Verkauf im Werk geröntgt wurden, da ein bis heute nicht vollständig geklärter Unfall auf einen fehlerhaften Abreißanzünder zurückgeführt wird. Abreißanzünder sind in Österreich grundsätzlich nur noch für den Lawinenwächter und den Lawinensprengmast zulässig. Abreißanzünder sollten bei der Verwendung beim künstlichen Auslösen von Lawinen aus dem Hubschrauber auch nicht eingesetzt werden, da diese nicht rüttelsicher sind.
Im militärischen Bereich werden Abreißzünder vielfältig, unter anderem auch für Handgranaten verwendet.